# Gryonoides pulchellus
Gryonoides pulchellus (лат.) — вид наездников-сцелионид рода Gryonoides из подсемейства Teleasinae. Южная Америка.

## Распространение
Неотропика: Центральная и Южная Америка.

## Описание
Мелкие перепончатокрылые насекомые: длина тела около 2 мм. Gryonoides pulchellus наиболее похож на G. paraguayensis (у этих двух видов общая голая медиальная область латеральной проподеальной области и дорсальной метаплевральной области, а также длинный задний проподеальный выступ, по крайней мере, в 1,5 раза больше ширины; и дорсально замкнутый торулярный треугольник) и отличается от этого вида голым тергитом Т3. Имеют два мезоскутеллярных шипика, удлиненный наличник. Предположительно, как и близкие группы, паразитоиды яиц жужелиц. Вид был впервые описан в 1920 году, а его валидный статус подтверждён с уточнением синонимии в ходе ревизии, проведённой в 2021 году канадским гименоптерологом Любомиром Маснером и его коллегами.